# Mariam Coulibaly (femme politique)
Pour les articles homonymes, voir Coulibaly.
Mariam Coulibaly, née à Bla, est une  femme politique malienne.

## Biographie
Mariam Coulibaly est élue députée à l'Assemblée nationale aux élections législatives maliennes de 2020 dans le cercle de Bla. L'Assemblée nationale est dissoute le 19 août 2020 après un coup d'État.